# Abul Wáfa
Abul Wáfa ist ein Einschlagkrater in der Nähe des Mondäquators auf der Rückseite des Erdmondes. Er liegt zwischen den Kratern King im Nordosten und Vesalius im Südwesten. Genau östlich befindet sich das Kraterpaar Ctesibius und Heron.
Die Begrenzung des Kraters erinnert entfernt an einem abgerundeten Diamanten. Kraterrand und Innenwände sind durch Einschläge erodiert und zeigen Vorsprünge und Simse, die möglicherweise einmal Terrassen oder aufgetürmte Geröllhalden waren.
Ein kleiner, aber deutlich erkennbarer Krater liegt am Nordrand des Kraterbodens, und ein weiterer kleiner Krater befindet sich direkt an der südwestlichen Außenwand. Die Außenwände sind ansonsten relativ frei von Beschädigungen durch Einschläge und auch der Kraterboden wird nur von wenigen Minikratern gezeichnet.

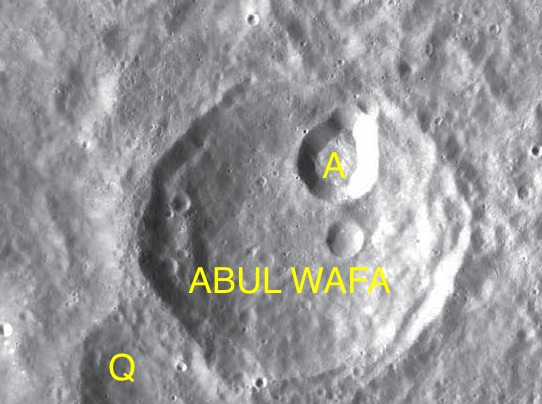
Der Krater Abul Wáfa samt Nebenkratern

| Buchstabe | Position           | Durchmesser | Link |
| --------- | ------------------ | ----------- | ---- |
| A         | 1,44° N, 116,83° O | 17 km       |      |
| Q         | 0,02° N, 115,85° O | 31 km       |      |